# Depressaria eryngiella
Depressaria eryngiella — вид лускокрилих комах родини плоских молей (Depressariidae).

## Поширення
Вид виявлений в Іспанії, Франції та Україні.